# Bintara Jaya
Bintara Jaya is een bestuurslaag in het regentschap Kota Bekasi van de provincie West-Java, Indonesië. Bintara Jaya telt 40.105 inwoners (volkstelling 2010).